# Borzyszkowski (herb szlachecki)

Herb Borzyszkowski, wersja podstawowa

Herb Borzyszkowski, odmiana

Borzyszkowski – kaszubski herb szlachecki. Ze względu na specyficzną historię regionu, mimo przynależności do Rzeczypospolitej, rodzina i herb nie zostały odnotowane przez polskich heraldyków. Przemysław Pragert podaje, że jest to odmiana herbu Sas.

## Opis herbu
Istniało co najmniej kilka wariantów tego herbu. Opisy z wykorzystaniem zasad blazonowania, zaproponowanych przez Alfreda Znamierowskiego:
Borzyszkowski I: W polu czerwonym strzała złota z takiegoż półksiężyca, nad którego każdym rogiem po takiejż gwieździe. W klejnocie trzy pióra strusie przeszyte strzałą w lewo. Labry czerwone, podbite złotem.
Borzyszkowski Ib: Pole błękitne, księżyc z twarzą, strzała na opak, klejnot – ogon pawi, przeszyty strzałą.

## Najwcześniejsze wzmianki
Herb bez klejnotu przedstawiony został na malowidle z 1736 roku widniejącym na szczyciku ambony kościoła w Borzyszkowych. Klejnot pojawia się na odcisku z pieczęci na dokumencie z przełomu XVIII i XIX wieku. Wariant Ib pochodzi z herbarza Siebmachera (Nowy Siebmacher), chociaż z zamieszczonego tam opisu wynika, że herb ma być identyczny z Sasem.

## Herbowni
Borzyszkowski (Borczyskowski, Borischkowski, Boryszkowski, Borzeskowski, Borzeszkowski, Borziskowski, Borziszkowski, Borzyskowski, Borzykowski. Rodzina ta używała też przydomków Misk (Mysk), Kiach (Kujach), Panicz, Kpiąz, Chadyn, Chamir, Dohna (Dunas), Gabrych (Gabrysz), Mal, Witk, Fiszka (Feszka), Szada, Rybka.
Borzyszkowskim przypisywano też herby Lew II, Borzyszkowski III, Borzyszkowski IV, Szeliga i Łodzia, niewykluczone, że posługiwali się też podstawowym wariantem herbu Sas.